# Anders Burman
Bengt Anders Oscar Burman, född 24 september 1928 i Adolf Fredriks församling, Stockholm, död 26 juni 2013 i Stockholm, var en svensk barnskådespelare, musikproducent och musiker (trummor). Han var även verksam under pseudonymen Andrew Burman.

## Biografi
Anders Burman bildade sin första orkester i mitten av 1940-talet, där bland annat Gunnar "Siljabloo" Nilson ingick, samt spelade i olika tradjazzband och dansorkestrar under 1950-talet. Han startade 1949 skivbolaget Metronome tillsammans med brodern Lars och Börje Ekberg som ett rent hobbyprojekt för att spela in jazzskivor. Många stora svenska artister har givit ut skivor på detta bolag, bland andra Alice Babs, Charlie Norman, Sonya Hedenbratt och Owe Thörnqvist. Senare producerades också skivor med de ledande svenska vissångarna på 1960-talet, exempelvis Cornelis Vreeswijk, Fred Åkerström och Jailbird Singers. Burman lanserade också John Holm, Bernt Staf och Pugh Rogefeldt. 2004 producerade Burman Stefan Sundströms skiva Hjärtats melodi. 1975 avböjde Burman en demokassett av den då okände Magnus Uggla. 1978 avböjde han även en demokassett från en vid den tiden okänd Per Gessle från Halmstad med sitt band Gyllene Tider. Detta refuseringsbrev finns tillsammans med andra liknande brev idag att beskåda i restaurangen på Hotell Tylösand. De övriga breven kommer från Polar Music genom ombud för Björn och Benny, Ingela Forsman från Electra Musik AB m fl. 
I filmen Cornelis från 2010 gestaltas Burman av Johan Glans. Burman är gravsatt i urnlunden på Maria Magdalena kyrkogård i Stockholm.

## Priser och utmärkelser
- 1990 – Grammisgalans hederspris[7]
- 2001 – Fred Åkerström-stipendiet
- 2015 – Invald i Swedish Music Hall of Fame

## Diskografi (urval)
- Aj, aj, aj, oj, oj, oj – Rolf Berg, Gösta Theselius Dixielandband
- Glada musikanter (Il piccolo montanaro) – Rolf Berg, Gunnar Svenssons orkester
- Manhattan – Andrew Burman and his Metronome all stars
- Should I – Andrew Burman and his ragtime band
- Sången om blues (Learning the blues) – Rolf Berg, Gösta Theselius Dixielandband

## Filmografi[8]

### Musik
- 1957 – Aldrig i livet

### Roller
- 1938 – Med folket för fosterlandet
- 1952 – Drömsemester
- 1953 – Kungen av Dalarna
- 1953 – Skivscheiken Nr 2
- 1954 – Sju svarta "Be-Hå"
- 1956 – Johan på Snippen